# Biskupin Odcinek
Biskupin Odcinek – zlikwidowana wąskotorowa stacja kolejowa w Biskupinie, w województwie kujawsko-pomorskim. Dawniej w tym miejscu od linii Żnin Wąskotorowy – Ośno Wąskotorowe odgałęziała się linia Biskupin Odcinek – Grochowiska Szlacheckie. Obecnie znajduje się na trasie turystycznej Gąsawa – Żnin Wąskotorowy, jednak (m.in. ze względu na likwidację odcinka do Ośna) nie pełni żadnej funkcji.